# Oxytropidion dinaricae

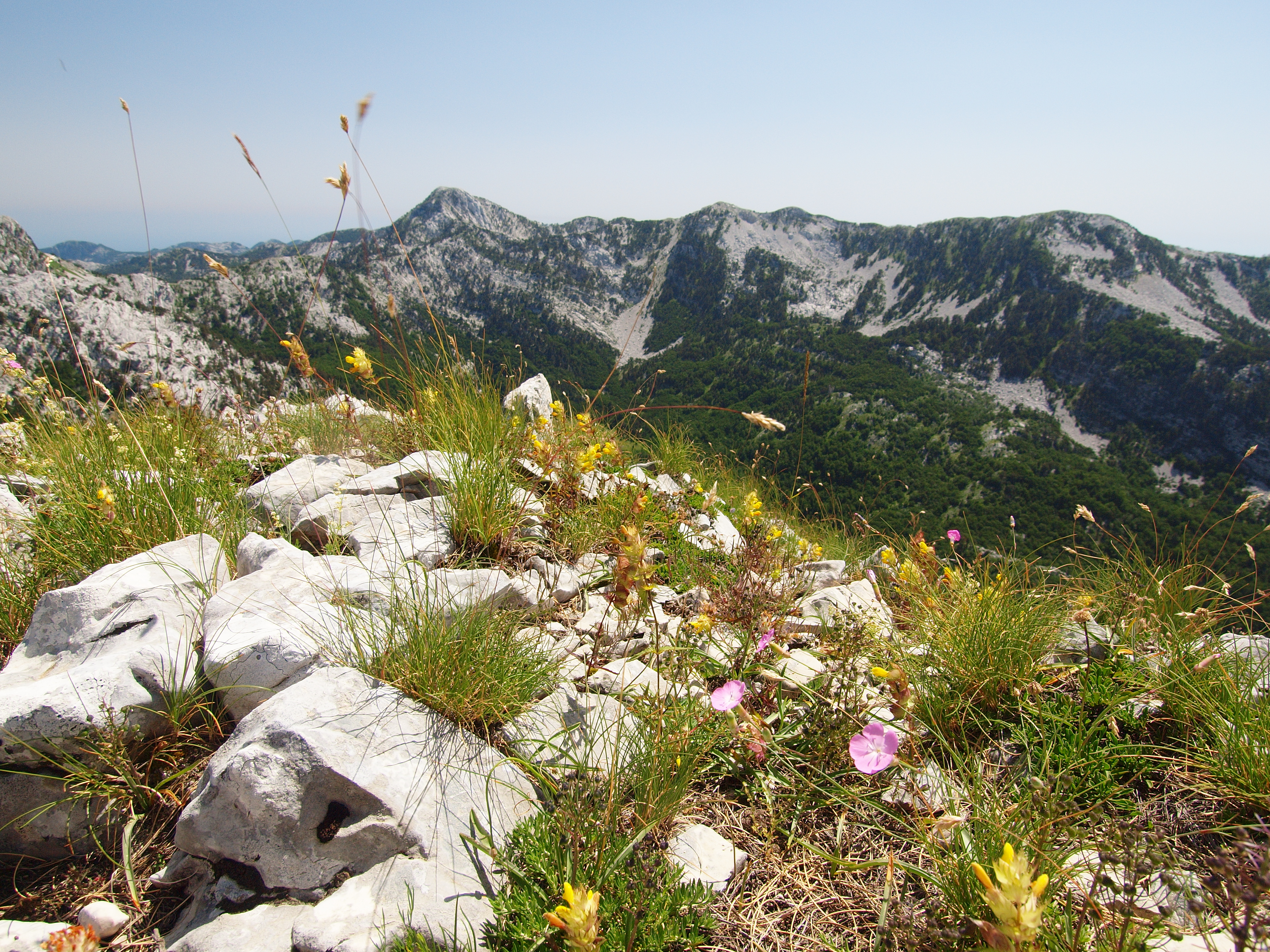
Verband auf dem Kamm- und Gipfelbereich im Orjen

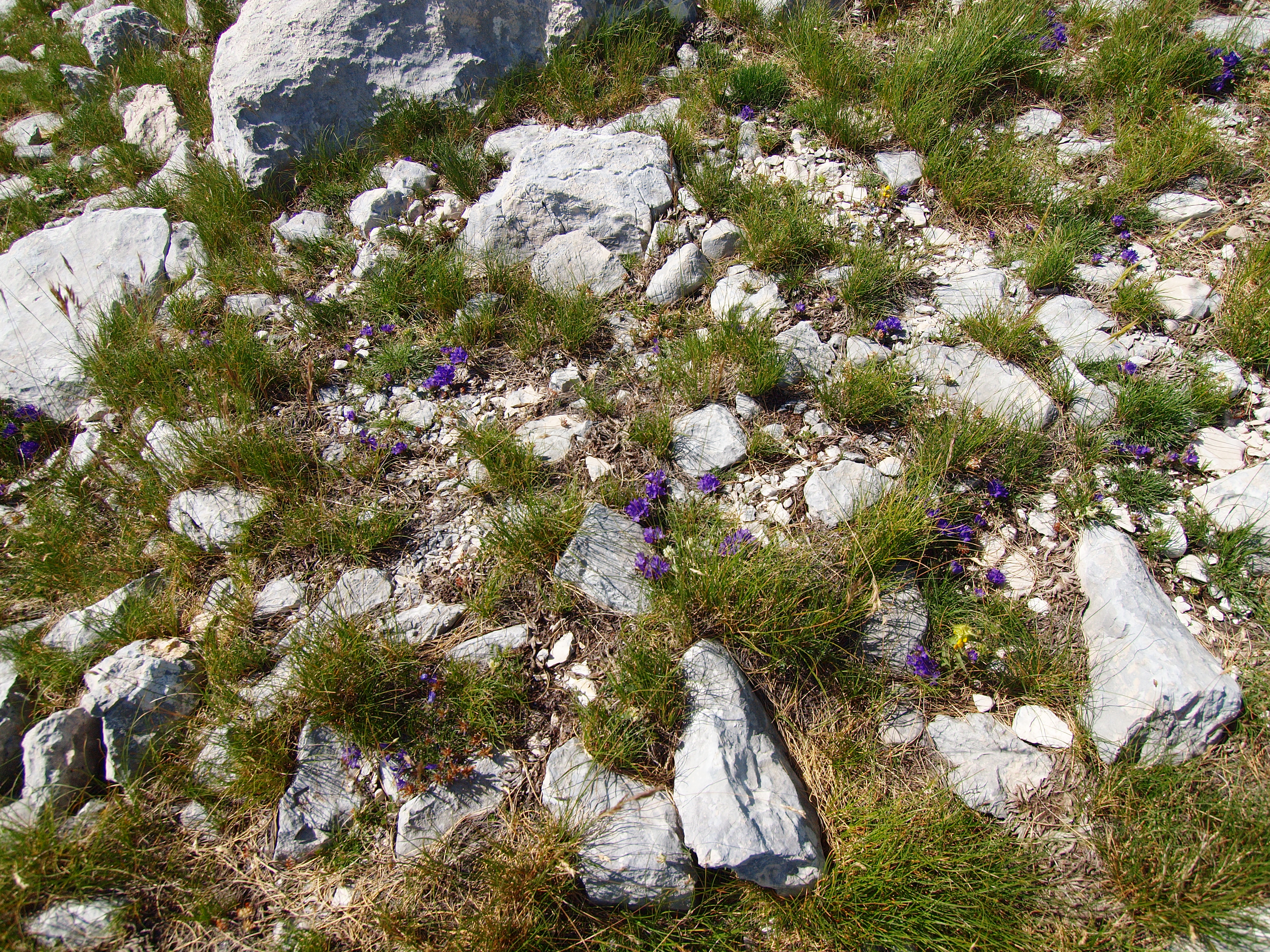
Dinarischer oromediterran/alpiner Kalkrasen des Verbands Oxytropidion dinaricae. Im Bild vom Gipfelbereich der Velika Jastrebica ist der Dinarische Spitzkiel mit Edraianthus tenuifolius vergesellschaftet.

Der pflanzensoziologische Verband Oxytropidion dinaricae bildet innerhalb der dinarischen Kalkrasen-Ordnung Crepidetalia dinarica, die wiederum zur europäischen Klasse der Blaugras- und Nacktriedrasen (Elyno-Seslerietea) gehört, den alpinen Subtyp Dinarischer Kalkmagerrasen. Er findet sich auf Windecken und im Kamm- und Gipfelbereich der Südostdinariden in Bosnien und Herzegowina, Montenegro und Albanien.

## Verbreitung
Insbesondere in den Hohen Südost-Dinariden zwischen der Neretva und Valbone. Die einzelnen Assoziationen des Verbandes siedeln auf zumeist wenig tiefgründigen Rendzinen oder auch auf tiefer entwickelten Kalkomelanosolen glazialer Tröge. Gebirgsgruppen mit schönen Beispielen des Verbandes sind der Maglić, Volujak, Durmitor, Komovi, Prokletije. In den subadriatischen Gebirgen nur im Orjen.

## Ökologie
Der Verband bestockt die Höhenzone zwischen der Krummholzstufe (Pinus mugo) und den subnivalen Schneebodengesellschaften mit Salix retusa (Salicetalia retusae serpyllifoliae).
Das geologische Substrat stellen stark gefaltete triassische Kalke der Durmitor-Decke der äußeren Hohen Dinariden sowie kretazische und jurassische Kalke der äußeren subadriatischen litoralen Dinariden, auf denen sich Kalkrohumusböden und Kalkomelanosole entwickeln. Als lokaler Name der dinarischen Hochgebirgsböden der Kalkomelanosole wird die Bezeichnung Buavica genutzt, für die Kalkrasen der Ordnung Crepidetalia dinarica auch der häufigste Vegetationstyp sind.
Die Böden sind bei dem Verband durchschnittlich 5–25 cm tief, der Humusgehalt bewegt sich zwischen 10 und 30 %, ein Prozentsatz der sonst in der Größe noch in Hochmoortorfen auftritt. Der Stickstoffgehalt ist proportional zum Prozentsatz des Humusgehaltes. pH-Werte sind neutral bis leicht sauer und bei tieferen Böden auch sauer. Kalium und Phosphor sind wenig vorhanden, die Böden sind großporig und wenig feuchtehaltend.

## Charakterarten
Charakterarten dieses Vegetationstyps sind neben der namensgebenden Art des Dinarischer Spitzkiel (Oxytropis dinarica) und zahlreichen Grasarten der Gattungen Carex, Sesleria und Poa insbesondere zahlreiche endemische Taxa: Steinnelke (Dianthus sylvestris subsp. tergestinus), Thymus albanus, Viola zoysii, Iris reichenbachii, Edraianthus tenuifolius, Iberis sempervirens, Thymus stellatus, Hellschuppige Margerite (Leucanthemum chloroticum) sowie Sesleria robusta u. a. Daneben auch Festuca panciciana, Sesleria tenuifolia, Carex kitaibelliana, Allysum montanum, Crepis dinarica, Gentiana verna, Dryas octopetala, Helianthemum nitidum, Helianthemum balcanicum, Agrostis alpina, Edraianthus serpyllifolius, Edraianthus montenegrinus.